# Évolution des relations diplomatiques du Saint-Siège en 2011
 (juillet 2025).
Représentation actuelle du Saint-Siège
- 2007
- 2008
- 2009
- 2010
- 2011
- 2012
- 2013
- 2014
- 2015

Représentations : près le Saint-Siège, pour le Saint-Siège
Cette liste présente les évolutions des relations pour et près le Saint-Siège en 2011.

## Évolution des relations près le Saint-Siège
| Date            | Pays               | Nom                          |
| --------------- | ------------------ | ---------------------------- |
| 3 février 2011  | Australie          | Alfons M. Kloss              |
| 11 avril 2011   | Croatie            | Filip Vučak                  |
| 16 avril 2011   | Espagne            | María Jesús Figa López-Palop |
| 9 juin 2011     | Moldavie           | Stefan Gorda                 |
| 9 juin 2011     | Guinée équatoriale | Narciso Ntugu Abeso Oyana    |
| 9 juin 2011     | Belize             | Henry Llewellyn Lawrence     |
| 9 juin 2011     | Syrie              | Hussan Edin Aala             |
| 9 juin 2011     | Ghana              | Genevieve Delali Tsegah      |
| 9 juin 2011     | Nouvelle-Zélande   | George Robert Furness Troup  |
| 3 novembre 2011 | Irlande            | Fermeture de l'ambassade     |

## Évolution des relations pour le Saint-Siège
| Date            | Pays           | Titre               | Nom                     | Nationalité |
| --------------- | -------------- | ------------------- | ----------------------- | ----------- |
| 13 janvier 2011 | Singapour (en) | Nonce apostolique   | Leopoldo Girelli        | Italie      |
| 13 janvier 2011 | Malaisie (en)  | Délégué apostolique | Leopoldo Girelli        | Italie      |
| 13 janvier 2011 | Brunei (en)    | Délégué apostolique | Leopoldo Girelli        | Italie      |
| 2 février 2011  | Pakistan (en)  | Nonce apostolique   | Edgar Peña Parra        | Venezuela   |
| 23 mars 2011    | Indonésie (en) | Nonce apostolique   | Antonio Guido Filipazzi | Italie      |
| 19 octobre 2011 | États-Unis     | Nonce apostolique   | Carlo Maria Viganò      | Italie      |

## Composition du corps diplomatique du Saint-Siège au 31 décembre 2011
| Pays                                  | Représentation        | Représentant                           | Date de nomination |
| ------------------------------------- | --------------------- | -------------------------------------- | ------------------ |
| Afrique du Sud                        | Nonce apostolique     | vacant                                 | 15 octobre 2011    |
| Albanie (en)                          | Nonce apostolique     | Ramiro Moliner Inglés                  | 26 juillet 2008    |
| Algérie                               | Nonce apostolique     | Thomas Yeh Sheng-nan                   | 22 avril 2004      |
| Allemagne                             | Nonce apostolique     | Jean-Claude Périsset                   | 15 octobre 2007    |
| Andorre (en)                          | Nonce apostolique     | Renzo Fratini                          | 22 août 2009       |
| Angola (en)                           | Nonce apostolique     | Novatus Rugambwa                       | 20 février 2010    |
| Antigua-et-Barbuda (en)               | Nonce apostolique     | Nicolas Girasoli                       | 21 décembre 2011   |
| Antilles                              | Délégué apostolique   | Nicolas Girasoli                       | 29 octobre 2011    |
| Argentine (en)                        | Nonce apostolique     | vacant                                 | 15 décembre 2011   |
| Arménie (en)                          | Nonce apostolique     | Marek Solczyński                       | 15 décembre 2011   |
| Australie (en)                        | Nonce apostolique     | Giuseppe Lazzarotto                    | 22 décembre 2007   |
| Autriche (en)                         | Nonce apostolique     | Peter Stephan Zurbriggen               | 14 janvier 2009    |
| Azerbaïdjan (en)                      | Nonce apostolique     | vacant                                 | 15 juillet 2011    |
| Bahamas (en)                          | Nonce apostolique     | Nicolas Girasoli                       | 29 octobre 2011    |
| Bahreïn (en)                          | Nonce apostolique     | Petar Rajič                            | 2 décembre 2009    |
| Bangladesh (en)                       | Nonce apostolique     | Joseph Marino                          | 12 janvier 2008    |
| Barbade (en)                          | Nonce apostolique     | Nicolas Girasoli                       | 21 décembre 2011   |
| Belgique (en)                         | Nonce apostolique     | Giacinto Berloco                       | 18 juin 2009       |
| Belize (en)                           | Nonce apostolique     | Luigi Pezzuto                          | 7 mai 2005         |
| Bénin                                 | Nonce apostolique     | Michael August Blume                   | 24 août 2005       |
| Biélorussie (en)                      | Nonce apostolique     | Claudio Gugerotti                      | 15 juillet 2011    |
| Birmanie (en)                         | Délégué apostolique   | Giovanni d'Aniello                     | 22 septembre 2010  |
| Bolivie (en)                          | Nonce apostolique     | Giambattista Diquattro                 | 21 novembre 2008   |
| Bosnie-Herzégovine (en)               | Nonce apostolique     | Alessandro D'Errico                    | 21 novembre 2005   |
| Botswana                              | Nonce apostolique     | vacant                                 | 15 octobre 2011    |
| Brésil (en)                           | Nonce apostolique     | Lorenzo Baldisseri                     | 12 novembre 2002   |
| Brunei (en)                           | Nonce apostolique     | Leopoldo Girelli                       | 13 janvier 2011    |
| Bulgarie (en)                         | Nonce apostolique     | Janusz Bolonek                         | 24 mai 2008        |
| Burkina Faso (en)                     | Nonce apostolique     | Vito Rallo                             | 12 juin 2007       |
| Burundi                               | Nonce apostolique     | Franco Coppola                         | 16 juillet 2009    |
| Cambodge (en)                         | Nonce apostolique     | Giovanni d'Aniello                     | 22 septembre 2010  |
| Cameroun                              | Nonce apostolique     | Piero Pioppo                           | 25 janvier 2010    |
| Canada                                | Nonce apostolique     | Pedro López Quintana                   | 10 décembre 2009   |
| Cap-Vert                              | Nonce apostolique     | Luis Mariano Montemayor                | 19 juin 2008       |
| République centrafricaine             | Nonce apostolique     | Thaddeus Okolo                         | 2 août 2008        |
| Chili (en)                            | Nonce apostolique     | Ivo Scapolo                            | 15 juillet 2011    |
| Chine (en)                            | fonction supprimée    | vacant                                 | 25 mars 1979       |
| Colombie (en)                         | Nonce apostolique     | Aldo Cavalli                           | 29 octobre 2007    |
| Comores (en)                          | Délégué apostolique   | Eugene Nugent                          | 13 février 2010    |
| Congo                                 | Nonce apostolique     | Jan Romeo Pawłowski                    | 18 mars 2009       |
| République démocratique du Congo (en) | Nonce apostolique     | Adolfo Tito Yllana                     | 20 novembre 2010   |
| Îles Cook (en)                        | Nonce apostolique     | Charles Daniel Balvo                   | 25 mars 2006       |
| Corée du Sud (en)                     | Nonce apostolique     | Osvaldo Padilla                        | 12 avril 2008      |
| Costa Rica (en)                       | Nonce apostolique     | Pierre Nguyên Van Tot                  | 13 mai 2008        |
| Côte d'Ivoire                         | Nonce apostolique     | Ambrose Madtha                         | 8 mai 2008         |
| Croatie (en)                          | Nonce apostolique     | Mario Roberto Cassari                  | 14 février 2008    |
| Cuba (en)                             | Nonce apostolique     | Bruno Musarò                           | 6 août 2011        |
| Chypre (en)                           | Nonce apostolique     | Antonio Franco                         | 21 janvier 2006    |
| Danemark (en)                         | Nonce apostolique     | Emil Paul Tscherrig                    | 26 janvier 2008    |
| Djibouti                              | Nonce apostolique     | George Panikulam                       | 18 décembre 2008   |
| République dominicaine (en)           | Nonce apostolique     | Józef Wesołowski                       | 24 janvier 2008    |
| Dominique (en)                        | Nonce apostolique     | Nicolas Girasoli                       | 29 octobre 2011    |
| Équateur (en)                         | Nonce apostolique     | Giacomo Guido Ottonello                | 26 février 2005    |
| Égypte                                | Nonce apostolique     | Michael Louis Fitzgerald               | 15 février 2006    |
| Émirats arabes unis (en)              | Nonce apostolique     | Petar Rajič                            | 27 mars 2010       |
| Érythrée (en)                         | Nonce apostolique     | Leo Boccardi                           | 30 janvier 2007    |
| Espagne                               | Nonce apostolique     | Renzo Fratini                          | 20 août 2009       |
| Estonie (en)                          | Nonce apostolique     | Luigi Bonazzi                          | 14 mars 2009       |
| Éthiopie (en)                         | Nonce apostolique     | George Panikulam                       | 24 octobre 2008    |
| États-Unis                            | Nonce apostolique     | Carlo Maria Viganò                     | 19 octobre 2011    |
| Fidji (en)                            | Nonce apostolique     | Charles Daniel Balvo                   | 1er avril 2005     |
| Finlande (en)                         | Nonce apostolique     | Emil Paul Tscherrig                    | 26 janvier 2008    |
| France                                | Nonce apostolique     | Luigi Ventura                          | 22 septembre 2009  |
| Gabon (en)                            | Nonce apostolique     | Jan Romeo Pawłowski                    | 18 mars 2009       |
| Gambie                                | Nonce apostolique     | George Antonysamy                      | 4 août 2005        |
| Géorgie (en)                          | Nonce apostolique     | Marek Solczyński                       | 26 novembre 2011   |
| Ghana (en)                            | Nonce apostolique     | Léon Kalenga Badikebele                | 1er mars 2008      |
| Grande-Bretagne                       | Nonce apostolique     | Antonio Mennini                        | 18 décembre 2010   |
| Grèce (en)                            | Nonce apostolique     | Edward Joseph Adams                    | 22 février 2011    |
| Grenade (en)                          | Nonce apostolique     | Nicolas Girasoli                       | 29 octobre 2011    |
| Guatemala (en)                        | Nonce apostolique     | Paul Richard Gallagher                 | 19 février 2009    |
| Guinée (en)                           | Nonce apostolique     | Martin Krebs                           | 8 septembre 2008   |
| Guinée-Bissau (en)                    | Nonce apostolique     | Luis Mariano Montemayor                | 17 septembre 2008  |
| Guinée équatoriale (en)               | Nonce apostolique     | Piero Pioppo                           | 25 janvier 2010    |
| Guyana (en)                           | Nonce apostolique     | Nicolas Girasoli                       | 29 octobre 2011    |
| Haïti                                 | Nonce apostolique     | Bernardito Auza                        | 8 mai 2008         |
| Honduras (en)                         | Nonce apostolique     | Luigi Bianco                           | 12 janvier 2009    |
| Hongrie                               | Nonce apostolique     | Alberto Bottari de Castello            | 6 juin 2011        |
| Inde (en)                             | Nonce apostolique     | Salvatore Pennacchio                   | 8 mai 2010         |
| Indonésie (en)                        | Nonce apostolique     | Antonio Guido Filipazzi                | 23 mars 2011       |
| Iran (en)                             | Nonce apostolique     | Jean-Paul Gobel                        | 10 octobre 2007    |
| Irak (en)                             | Nonce apostolique     | Giorgio Lingua                         | 4 septembre 2010   |
| Irlande (en)                          | Nonce apostolique     | Charles John Brown                     | 26 novembre 2011   |
| Islande (en)                          | Nonce apostolique     | Emil Paul Tscherrig                    | 26 janvier 2008    |
| Israël (en)                           | Nonce apostolique     | Antonio Franco                         | 21 janvier 2006    |
| Italie (en)                           | Nonce apostolique     | Adriano Bernardini                     | 15 novembre 2011   |
| Jamaïque (en)                         | Nonce apostolique     | Nicolas Girasoli                       | 29 octobre 2011    |
| Japon (en)                            | Nonce apostolique     | Joseph Chennoth                        | 15 août 2011       |
| Jérusalem et Palestine (en)           | Délégué apostolique   | Antonio Franco                         | 21 janvier 2006    |
| Jordanie (en)                         | Nonce apostolique     | Giorgio Lingua                         | 4 septembre 2010   |
| Kazakhstan (en)                       | Nonce apostolique     | Miguel Maury Buendía                   | 19 mai 2008        |
| Kenya (en)                            | Nonce apostolique     | Alain Lebeaupin                        | 14 janvier 2005    |
| Kiribati (en)                         | Nonce apostolique     | Charles Daniel Balvo                   | 1er avril 2005     |
| Koweït (en)                           | Nonce apostolique     | Petar Rajič                            | 2 décembre 2009    |
| Kirghizistan (en)                     | Nonce apostolique     | Miguel Maury Buendía                   | 12 juillet 2008    |
| Laos (en)                             | Délégué apostolique   | Giovanni d'Aniello                     | 22 septembre 2010  |
| Lesotho (en)                          | Nonce apostolique     | vacant                                 | 15 octobre 2011    |
| Lettonie (en)                         | Nonce apostolique     | Luigi Bonazzi                          | 25 mars 2009       |
| Liban (en)                            | Nonce apostolique     | Gabriele Caccia                        | 16 juillet 2009    |
| Liberia (en)                          | Nonce apostolique     | George Antonysamy                      | 4 août 2005        |
| Libye                                 | Nonce apostolique     | Tommaso Caputo                         | 3 septembre 2007   |
| Liechtenstein (en)                    | Nonce apostolique     | Diego Causero                          | 28 mai 2011        |
| Lituanie (en)                         | Nonce apostolique     | Luigi Bonazzi                          | 14 mars 2009       |
| Luxembourg (en)                       | Nonce apostolique     | Giacinto Berloco                       | 24 juillet 2009    |
| Macédoine (en)                        | Nonce apostolique     | Janusz Bolonek                         | 4 mai 2011         |
| Madagascar (en)                       | Nonce apostolique     | Eugene Nugent                          | 13 février 2010    |
| Malawi (en)                           | Nonce apostolique     | vacant                                 | 29 octobre 2011    |
| Malaisie (en)                         | Nonce apostolique     | Leopoldo Girelli                       | 13 janvier 2011    |
| Mali (en)                             | Nonce apostolique     | Martin Krebs                           | 8 septembre 2008   |
| Malte                                 | Nonce apostolique     | Tommaso Caputo                         | 3 septembre 2007   |
| Maroc (en)                            | Nonce apostolique     | Antonio Sozzo                          | 17 juillet 2003    |
| Îles Marshall (en)                    | Nonce apostolique     | Charles Daniel Balvo                   | 1er avril 2005     |
| Mauritanie (en)                       | Délégué apostolique   | Luis Mariano Montemayor                | 19 juin 2008       |
| Maurice (en)                          | Nonce apostolique     | Eugene Nugent                          | 13 mars 2010       |
| Mexique (en)                          | Nonce apostolique     | Christophe Pierre                      | 22 mars 2007       |
| Micronésie (en)                       | Nonce apostolique     | Charles Daniel Balvo                   | 1er avril 2005     |
| Moldavie (en)                         | Nonce apostolique     | Francisco-Javier Lozano Sebastián      | 10 décembre 2007   |
| Monaco (en)                           | Nonce apostolique     | vacant                                 | 15 décembre 2011   |
| Mongolie (en)                         | Nonce apostolique     | Osvaldo Padilla                        | 26 avril 2008      |
| Monténégro (en)                       | Nonce apostolique     | Alessandro D'Errico                    | 17 février 2010    |
| Mozambique (en)                       | Nonce apostolique     | Antonio Arcari                         | 12 décembre 2008   |
| Namibie (en)                          | Nonce apostolique     | vacant                                 | 15 octobre 2011    |
| Nations unies - New York              | Observateur permanent | Francis Assisi Chullikatt              | 17 juillet 2010    |
| Nations unies - Genève                | Observateur permanent | Silvano Tomasi                         | 10 juin 2003       |
| Nauru (en)                            | Nonce apostolique     | Charles Daniel Balvo                   | 30 janvier 2007    |
| Népal (en)                            | Nonce apostolique     | Salvatore Pennacchio                   | 13 novembre 2010   |
| Nicaragua (en)                        | Nonce apostolique     | Henryk Józef Nowacki                   | 28 novembre 2007   |
| Niger (en)                            | Nonce apostolique     | Vito Rallo                             | 12 juin 2007       |
| Nigeria (en)                          | Nonce apostolique     | Augustine Kasujja                      | 2 février 2010     |
| Norvège (en)                          | Nonce apostolique     | Emil Paul Tscherrig                    | 26 janvier 2008    |
| Nouvelle-Zélande (en)                 | Nonce apostolique     | Charles Daniel Balvo                   | 1er avril 2005     |
| Ouganda (en)                          | Nonce apostolique     | Paul Tschang In-Nam                    | 27 août 2007       |
| Ouzbékistan (en)                      | Nonce apostolique     | Ivan Jurkovič                          | 22 juillet 2011    |
| Pakistan (en)                         | Nonce apostolique     | Edgar Peña Parra                       | 2 février 2011     |
| Palaos (en)                           | Nonce apostolique     | Charles Daniel Balvo                   | 1er avril 2005     |
| Panama (en)                           | Nonce apostolique     | Andrés Carrascosa Coso                 | 12 janvier 2009    |
| Papouasie-Nouvelle-Guinée (en)        | Nonce apostolique     | vacant                                 | 10 novembre 2011   |
| Paraguay (en)                         | Nonce apostolique     | Eliseo Antonio Ariotti                 | 5 novembre 2009    |
| Pays-Bas (en)                         | Nonce apostolique     | André Pierre Louis Dupuy               | 15 décembre 2011   |
| Pérou (en)                            | Nonce apostolique     | James Patrick Green                    | 15 octobre 2011    |
| Philippines (en)                      | Nonce apostolique     | Giuseppe Pinto                         | 10 mai 2011        |
| Pologne                               | Nonce apostolique     | Celestino Migliore                     | 30 juin 2010       |
| Porto Rico (en)                       | Délégué apostolique   | Józef Wesołowski                       | 24 janvier 2008    |
| Portugal (en)                         | Nonce apostolique     | Rino Passigato                         | 8 novembre 2008    |
| Qatar (en)                            | Nonce apostolique     | Petar Rajič                            | 2 décembre 2009    |
| Roumanie                              | Nonce apostolique     | Francisco-Javier Lozano Sebastián      | 10 décembre 2007   |
| Russie                                | Nonce apostolique     | Ivan Jurkovič                          | 19 février 2011    |
| Rwanda                                | Nonce apostolique     | vacant                                 | 15 juillet 2011    |
| Saint-Christophe-et-Niévès (en)       | Nonce apostolique     | Nicolas Girasoli                       | 29 octobre 2011    |
| Sainte-Lucie (en)                     | Nonce apostolique     | Nicolas Girasoli                       | 29 octobre 2011    |
| Saint-Vincent-et-les-Grenadines (en)  | Nonce apostolique     | Nicolas Girasoli                       | 29 octobre 2011    |
| Salvador                              | Nonce apostolique     | Luigi Pezzuto                          | 2 avril 2005       |
| Samoa (en)                            | Nonce apostolique     | Charles Daniel Balvo                   | 1er avril 2006     |
| Saint-Marin (en)                      | Nonce apostolique     | Adriano Bernardini                     | 15 novembre 2011   |
| Sao Tomé-et-Principe (en)             | Nonce apostolique     | Novatus Rugambwa                       | 6 février 2010     |
| Sénégal                               | Nonce apostolique     | Luis Mariano Montemayor                | 19 juillet 2008    |
| Serbie                                | Nonce apostolique     | Orlando Antonini                       | 8 août 2009        |
| Seychelles (en)                       | Nonce apostolique     | Eugene Nugent                          | 13 mars 2010       |
| Sierra Leone (en)                     | Nonce apostolique     | George Antonysamy                      | 20 septembre 2005  |
| Singapour (en)                        | Nonce apostolique     | Leopoldo Girelli                       | 13 janvier 2011    |
| Slovaquie (en)                        | Nonce apostolique     | Mario Giordana                         | 15 mars 2008       |
| Slovénie                              | Nonce apostolique     | Juliusz Janusz                         | 10 février 2011    |
| Îles Salomon (en)                     | Nonce apostolique     | vacant                                 | 10 novembre 2011   |
| Somalie (en)                          | Délégué apostolique   | George Panikulam                       | 24 octobre 2008    |
| Soudan (en)                           | Nonce apostolique     | Leo Boccardi                           | 16 janvier 2007    |
| Sri Lanka (en)                        | Nonce apostolique     | Joseph Spiteri                         | 21 février 2009    |
| Suriname (en)                         | Nonce apostolique     | Nicolas Girasoli                       | 29 octobre 2011    |
| Swaziland (en)                        | Nonce apostolique     | vacant                                 | 15 octobre 2011    |
| Suède (en)                            | Nonce apostolique     | Emil Paul Tscherrig                    | 26 janvier 2008    |
| Suisse                                | Nonce apostolique     | Diego Causero                          | 28 mai 2011        |
| Syrie (en)                            | Nonce apostolique     | Mario Zenari                           | 30 décembre 2008   |
| Tadjikistan (en)                      | Nonce apostolique     | Miguel Maury Buendía                   | 12 juillet 2008    |
| Tanzanie (en)                         | Nonce apostolique     | Francisco Montecillo Padilla           | 10 novembre 2011   |
| Tchad (en)                            | Nonce apostolique     | Thaddeus Okolo                         | 2 août 2008        |
| République tchèque                    | Nonce apostolique     | Giuseppe Leanza                        | 15 septembre 2011  |
| Thaïlande (en)                        | Nonce apostolique     | Giovanni d'Aniello                     | 22 septembre 2010  |
| Timor oriental (en)                   | Nonce apostolique     | Leopoldo Girelli                       | 10 octobre 2006    |
| Togo                                  | Nonce apostolique     | Michael August Blume                   | 24 août 2005       |
| Tonga (en)                            | Nonce apostolique     | Charles Daniel Balvo                   | 1er avril 2005     |
| Trinité-et-Tobago (en)                | Nonce apostolique     | Nicolas Girasoli                       | 21 décembre 2011   |
| Tunisie                               | Nonce apostolique     | Thomas Yeh Sheng-nan                   | 22 avril 2004      |
| Turquie (en)                          | Nonce apostolique     | Antonio Lucibello                      | 27 août 2005       |
| Turkménistan (en)                     | Nonce apostolique     | Antonio Lucibello                      | 27 août 2005       |
| Ukraine (en)                          | Nonce apostolique     | Thomas Edward Gullickson               | 21 mai 2011        |
| Union européenne                      | Nonce apostolique     | André Dupuy                            | 24 février 2005    |
| Uruguay (en)                          | Nonce apostolique     | Anselmo Guido Pecorari                 | 24 mai 2008        |
| Vanuatu (en)                          | Nonce apostolique     | Charles Daniel Balvo                   | 1er avril 2005     |
| Venezuela (en)                        | Nonce apostolique     | Pietro Parolin                         | 17 août 2009       |
| Viêt Nam (en)                         | Délégué apostolique   | représentant officiel Leopoldo Girelli | 19 septembre 1975  |
| Yémen (en)                            | Nonce apostolique     | Petar Rajič                            | 27 mars 2010       |
| Zambie                                | Nonce apostolique     | vacant                                 | 29 octobre 2011    |
| Zimbabwe (en)                         | Nonce apostolique     | George Kocherry                        | 22 décembre 2007   |

### Sources
- Bulletins de la salle de presse du Saint-Siège
- Postes diplomatiques de la Curie